# Peaches Geldof
Peaches Geldof, rodným jménem Peaches Honeyblossom Geldof (13. března 1989 – 7. dubna 2014) byla anglická televizní moderátorka, modelka a novinářka.
Byla dcerou zpěváka Boba Geldofa a jeho manželky, televizní moderátorky, Pauly Yates. V letech 2008 až 2009 byl jejím manželem americkým hudebník Max Drummey a od roku 2012 až do její smrti byl jejím manželem anglický zpěvák Thomas Cohen, se kterým měla dvě děti.
Svou kariéru zahájila v roce 2004 jako novinářka pro časopis Elle Girl a později psala pro několik dalších novin (například The Daily Telegraph a The Guardian).
Zemřela v roce 2014 ve věku pětadvaceti let. Byla nalezena mrtvá ve svém domě v londýnském Kentu. Koroner následně jako příčinu jejího úmrtí určil předávkování heroinem.